# 杨拯英
杨拯英（1934年2月6日—2021年9月17日），女，陕西蒲城人，中国文史学者，第五至第八届陕西省政协委员。

## 生平
曾在陕西省政协文史办从事西安事变的研究，为西安事变研究会的发起人之一。出版作品有《回忆杨虎城将军》、《怀念母亲谢葆真》。

## 家庭
父亲杨虎城，为其第三个女儿，母亲谢葆真。姐姐杨拯美。